# مورنوسیت
مورنوسیت  (به انگلیسی: Morenosite) با فرمول شیمیایی NiSO4.7H2O از مجموعه کانی هاست و ازنام M.Moreno (اسپانیا) گرفته شده‌است. درهوای آزاد آب از دست می‌دهد. محلول درآب. NiO:۲۶٫۵۹٪  SO۳:۲۸٫۵۱٪  H2O:۴۴٫۹۰٪  برای اولین بار در اسپانیا کشف شد و از نظر شکل بلور: آسیکولار - بلورهای سنتتیک منشوری شکل، رنگ: سبز زمردی - سفید متمایل به سبز، شفافیت: نیمه شفاف، جلا: شیشه ای، رخ: خوب - مطابق با، سیستم تبلور: ارترومبیک و در رده‌بندی سولفات است  و منشأ تشکیل آن ثانوی است.
همایند کانی‌شناسی (پارانژ) آن - اری تریت- آنابرژیت و غیره است
، از نظر ژیزمان بلوری - استالاگتیتی - پوسته‌ای - قشری تقریباْ کمیاب است و بیشتر در اسپانیا، آلمان، چک اسلواکی، فرانسه، آمریکا، پرو و کانادا یافت می‌شود.

## منبع
- پردیس کشاورزی ایران